# Submarino U-34 (S184)
El U-34 (2007) es el cuarto submarino del Tipo 212A de la marina alemana.

## Desarrollo
Fue construido por TKMS en los astilleros de Thyssen Nordseewerke de Emden y Howaldtswerke en Kiel. El bautismo tuvo lugar el 3 de mayo de 2007. El U 34 es impulsado por un  motor diésel y un motor eléctrico impulsado por nueve celdas de combustible, lo que lo hace prácticamente indetectable .
El 22 de enero de 2009 participó en la „Operation Active Endeavour“ en el marco de la lucha antiterrorista.

## Ciudad patrona
La ciudad bávara de Starnberg se convirtió en la patrona del submarino.